# Marais de Rochefort
Le marais de Rochefort est un marais littoral d'origine entièrement maritime, situé dans le centre-ouest du département de la Charente-Maritime.
Avec une surface totale de 13 600 hectares, il jouxte le marais de la Petite Flandre ainsi que le marais de Fouras et le marais d'Yves.
Ce vaste marais fait entièrement partie du pays Rochefortais et a de tout temps appartenu à l'ancienne province de l'Aunis.
Il est le dernier bastion français du Vison d'Europe.

## Caractéristiques géographiques
Le marais de Rochefort prolonge à l'ouest le marais de la Petite Flandre. Ces marais résultent du comblement du littoral méridional du Golfe des Santons, dont ne subsiste que la baie de l'Aiguillon.
Le marais de Rochefort se distingue de celui de la "Petite Flandre" en ce qu'il est d'origine maritime. Cependant, comme celui-ci, il est formé par d'anciennes îles calcaires qui n'ont de noms que leurs toponymes (îles de Voutron, d'Yves et de Flay dans la commune d'Yves, les îles d'Agère dans la commune de Ballon), anciennes îles de Rochefort et de Fouras et l'actuelle île d'Aix. Des vestiges de falaises érodées apparaissent encore à Voutron et rappellent l'ancien rivage de l'époque Romaine. De petits cordons littoraux ferment cet ancien golfe et ont permis l'édification de la route nationale reliant Rochefort à La Rochelle et, au XIXe siècle, celle de la voie ferrée Nantes-Bordeaux.

## Bref historique de la mise en valeur du marais de Rochefort
Ce marais desséché a été aménagé après le dessèchement du marais de la Petite Flandre. L'assèchement de ce dernier, entrepris par les Hollandais au début du XVIIe siècle, eut pour principal maître d'œuvre en chef Humphrey Bradley, nommé "Grand maître des digues du Royaume".

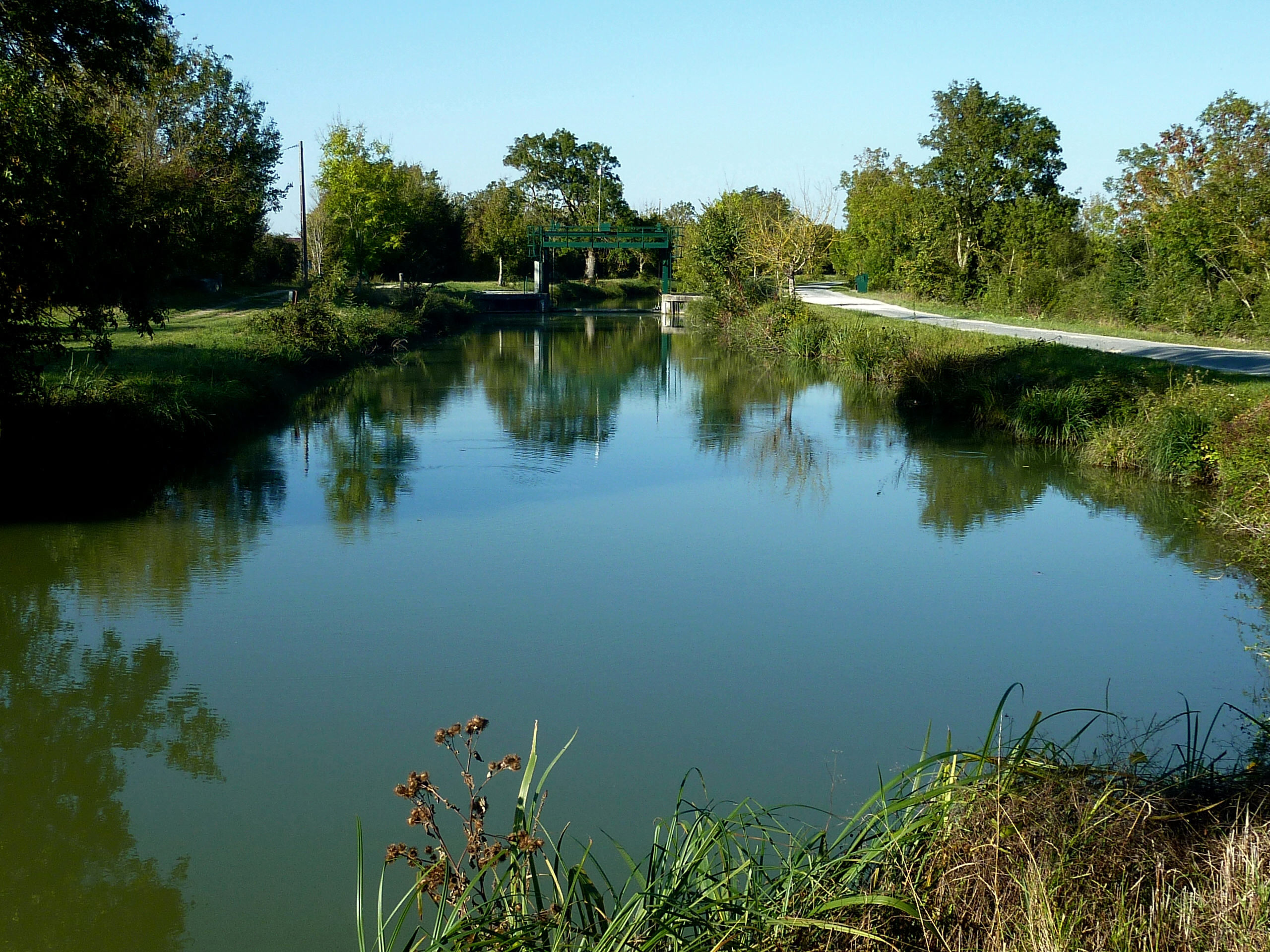
Vanne de Suze ou vanne de la Pelle Rouge, canal de Charras à Ciré-d'Aunis

C'est à Pierre Siette, ingénieur du roi en poste à La Rochelle, que revient la commande de l'aménagement du marais de Rochefort. Il entreprit avec ses équipes des travaux de dessèchement au nord de Rochefort avant que cette ville ne soit bâtie en 1666 sur ordre du roi Louis XIV qui voulait y édifier le plus grand arsenal du royaume (l'arsenal de Rochefort). Pierre Siette reprit les travaux de son illustre prédécesseur hollandais et mit en place la technique de la poldérisation, technique mise au point par les Hollandais et qui avait largement fait ses preuves dans le marais poitevin desséché et le marais de la Petite Flandre. Dès 1646, il commença à faire aménager le marais de Rochefort à Ardillières en s'associant avec de riches marchands de La Rochelle. En 1658 est entrepris l'assèchement du marais de Mouillepied, situé à cheval sur les anciennes paroisses de Ballon et d'Yves.
Mais il fallut attendre la fin du XVIIIe siècle pour achever le dessèchement du marais de Rochefort grâce à l'intervention énergique de  Gueau de Gravelle, intendant de Reverseaux, qui fit terminer les travaux à Ardillières de 1782 à 1785.
Le canal de Charras, d'une longueur totale de 20 kilomètres, qui correspond à la canalisation du cours inférieur de la Devise, le canal de Ciré-d'Aunis et le canal de la Daurade sont les grands travaux de drainage du marais de Rochefort. Ils permettent l'évacuation des eaux pluviales continentales par ruissellement vers l'estuaire de la Charente et grâce à un système d'écluses, régulent le niveau d'eau afin de maintenir l'humidité dans ces marais dont l'essentiel de l'activité est adonnée aujourd'hui à l'élevage bovins et à la céréaliculture, principalement le maïs.

## Richesse naturaliste
Le Marais de Rochefort accueille la dernière colonie reproductrice de Guifettes noires en Charente Maritime et demeure être le seul bastion français du Vison d'Europe, fin des années 2020. L'espèce est ardemment suivie et bénéficie d'un Plan National d'Actions pour sa sauvegarde. C'est aussi un site d'hivernage pour le Butor étoilé, autrefois nicheur, et u site clé pour le rare Campagnol amphibie.

### Galerie d'image

Quelques photos du marais
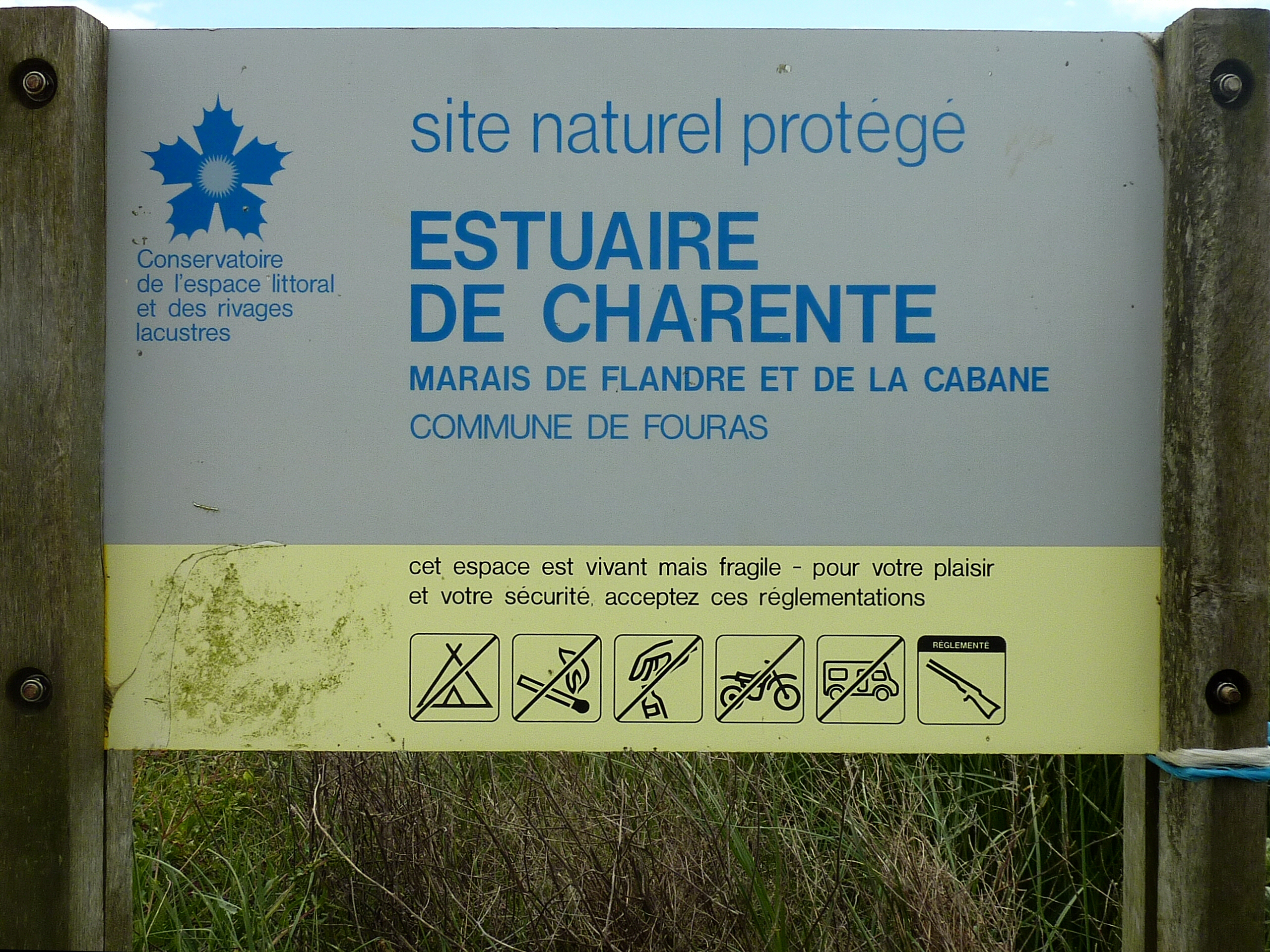
Panneau dans le marais de Flandre et de la Cabane au sud de Fouras
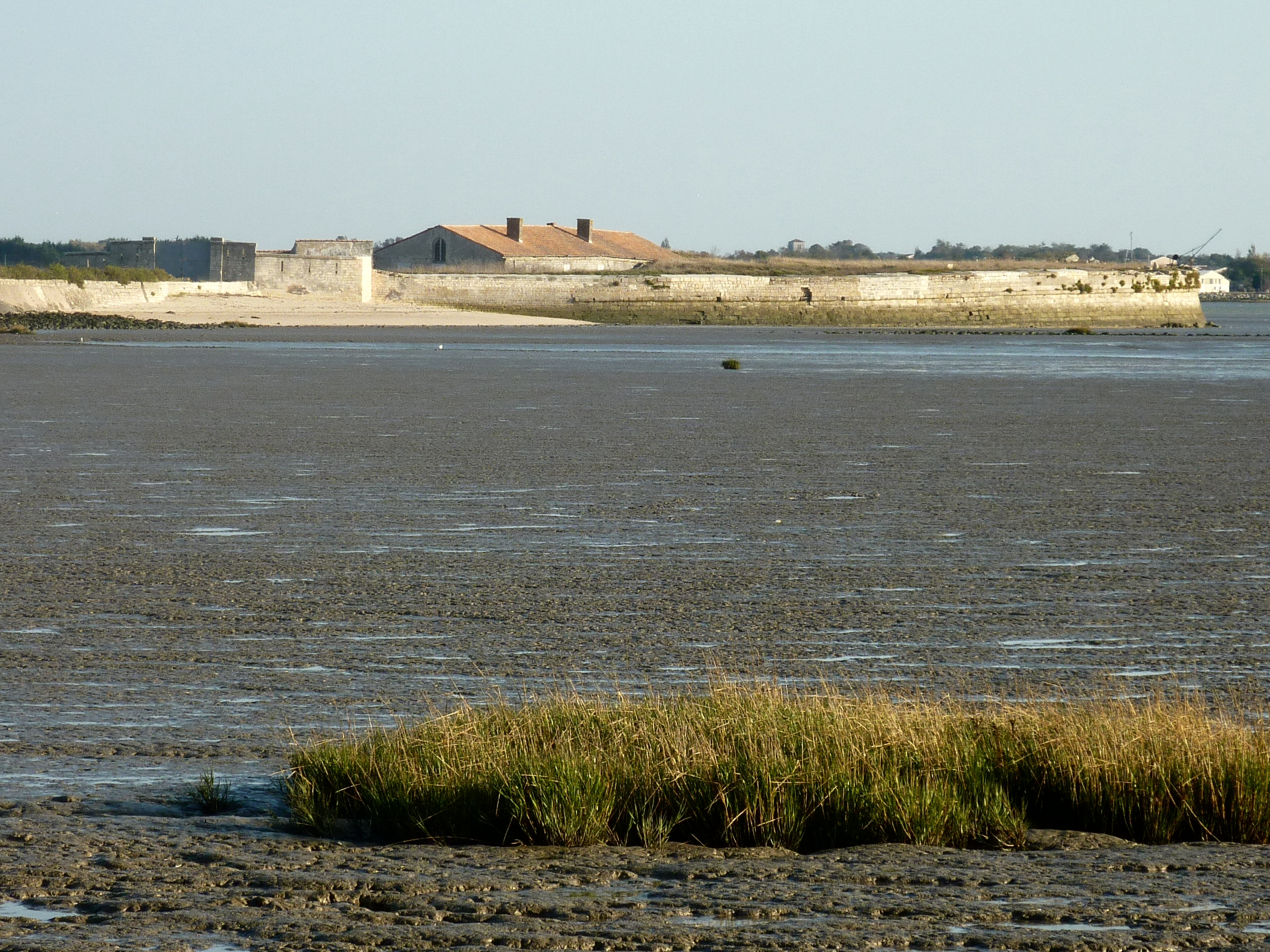
Le  Fort Lapointe dit Vasou au bord de La Charente
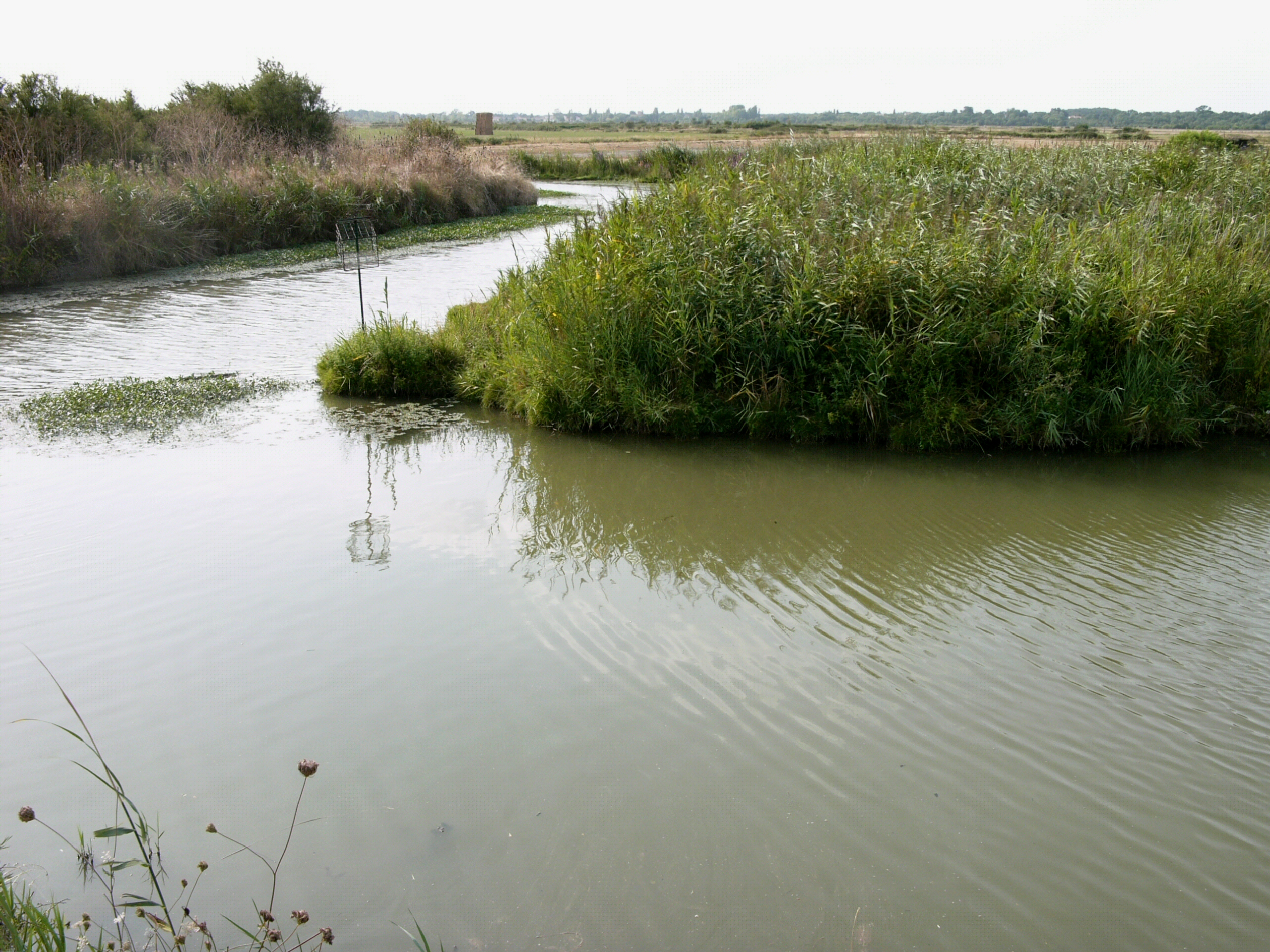
Le marais au sud de Fouras
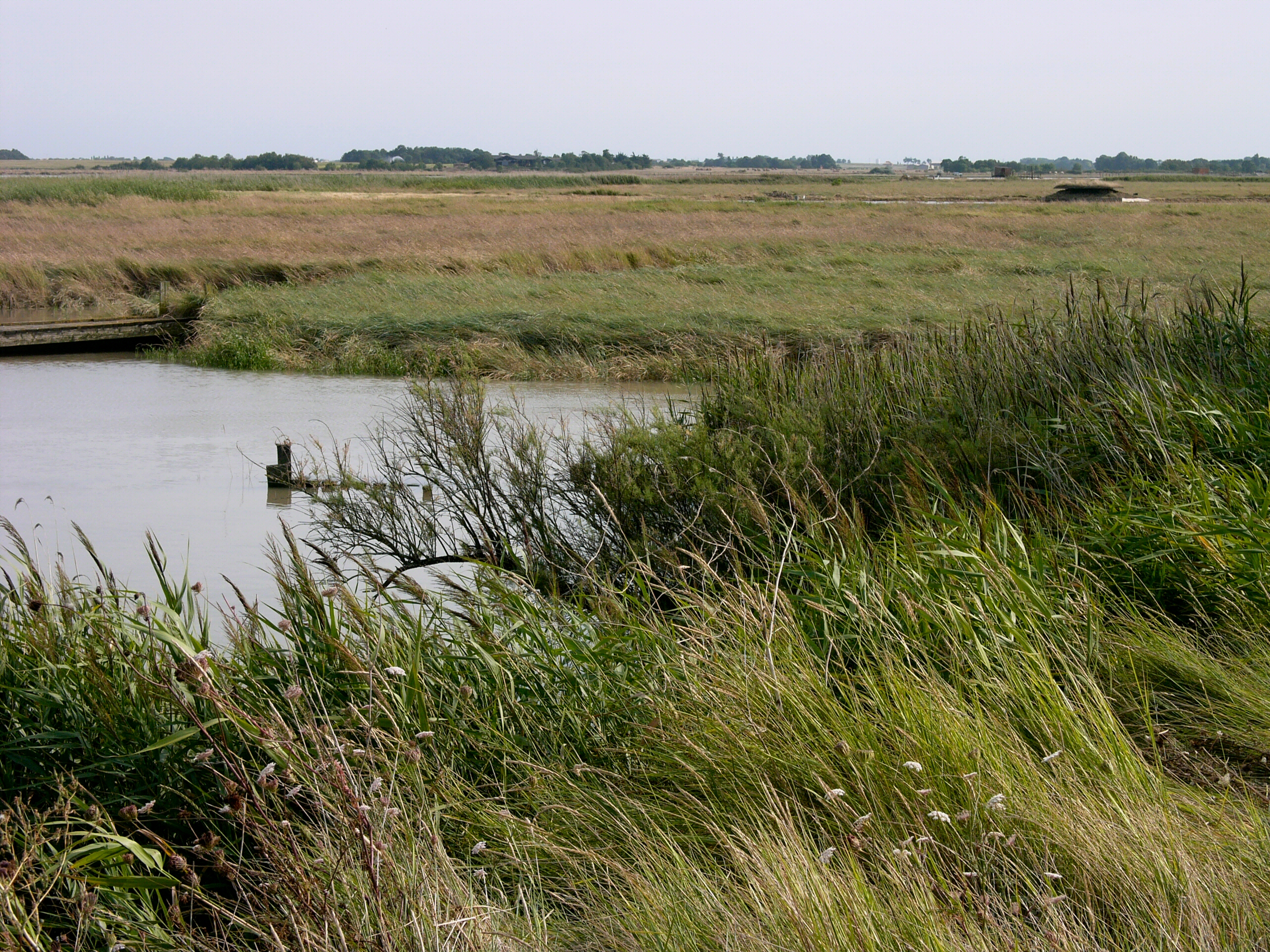
Le marais au sud de Fouras
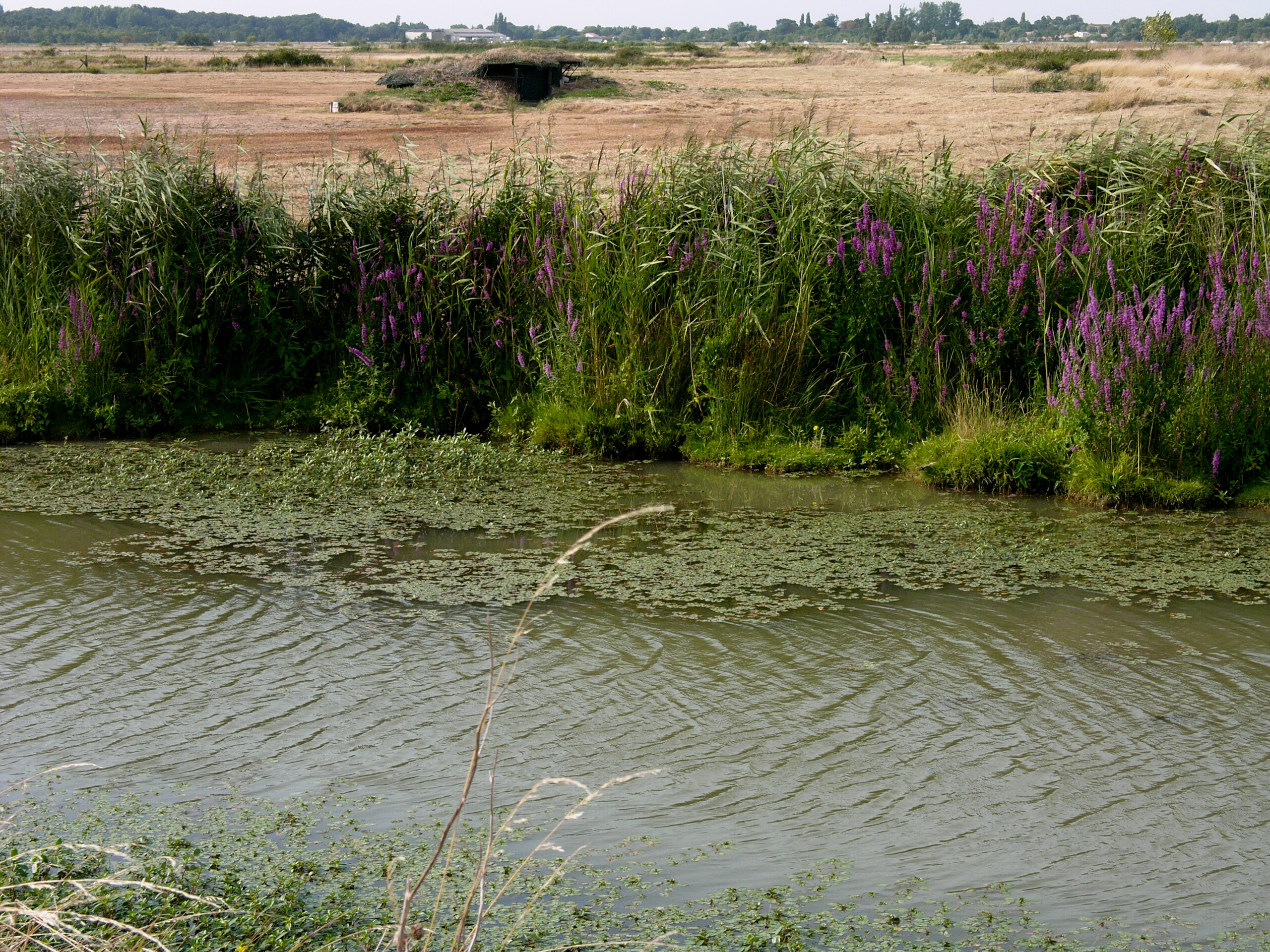
Le marais au sud de Fouras
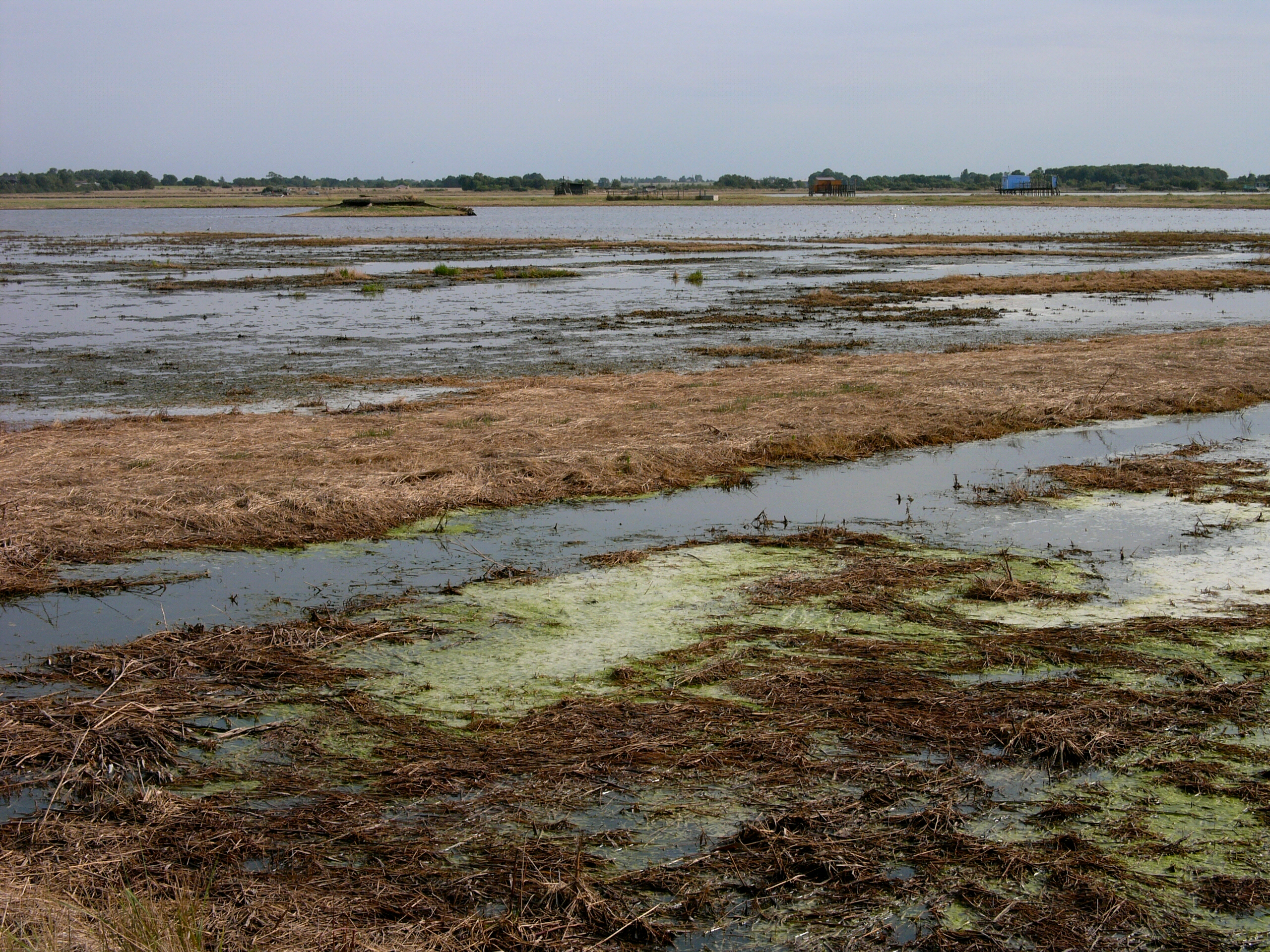
Le marais à Saint-Laurent-de-la-Prée
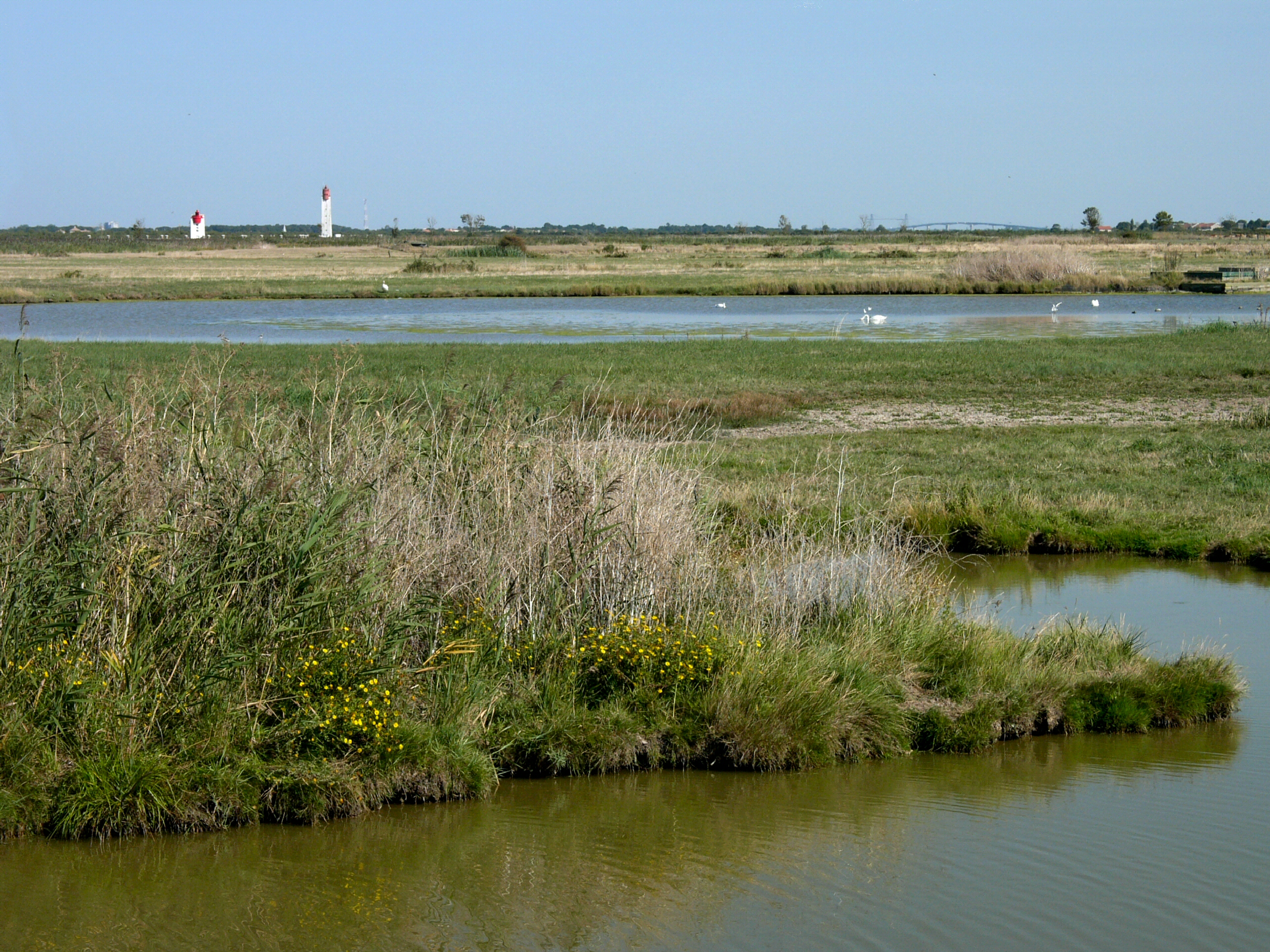
Le marais à Soumard avec le phare permettant l'accès de la Charente de nuit
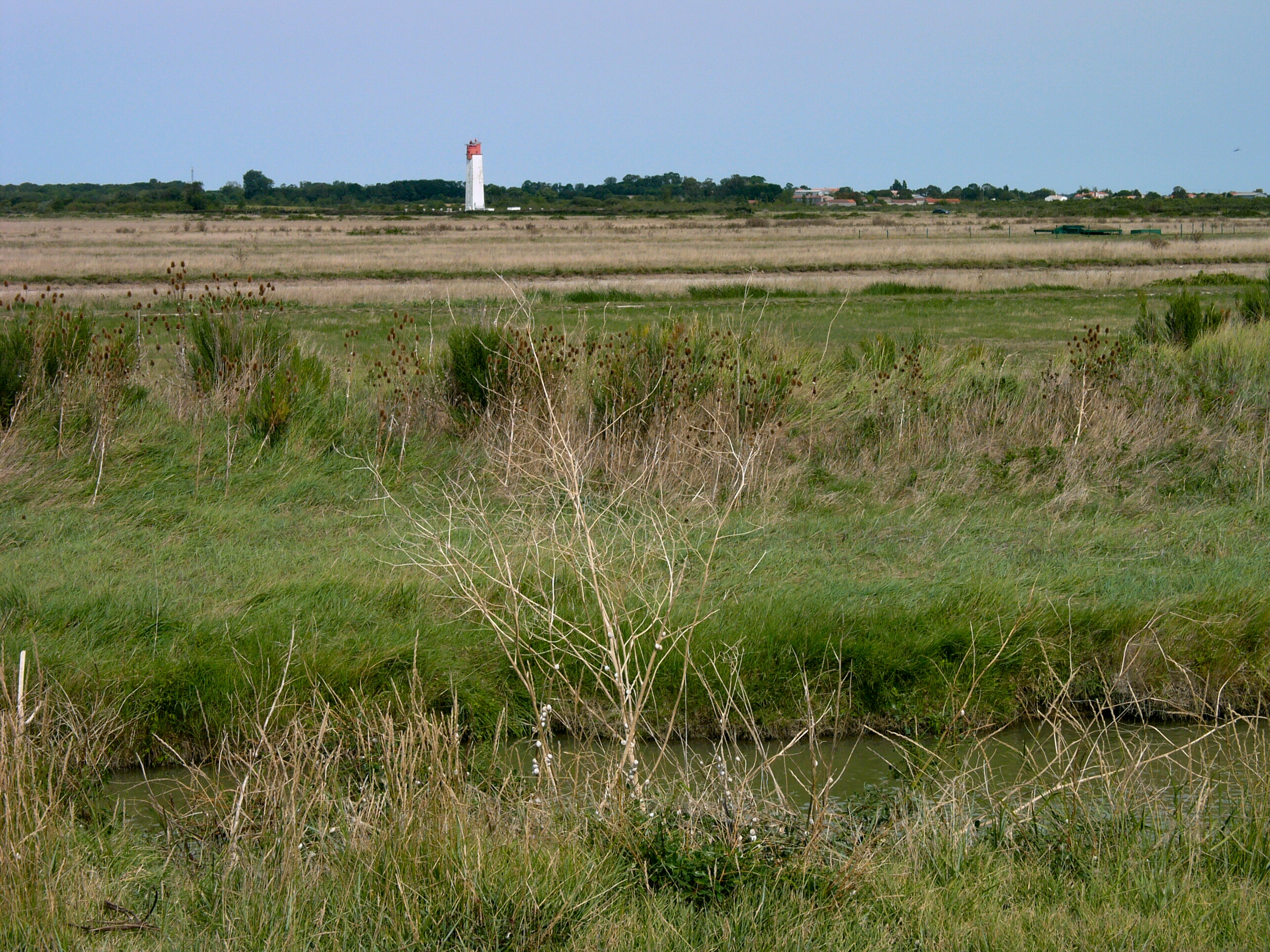
Le marais à Soumard
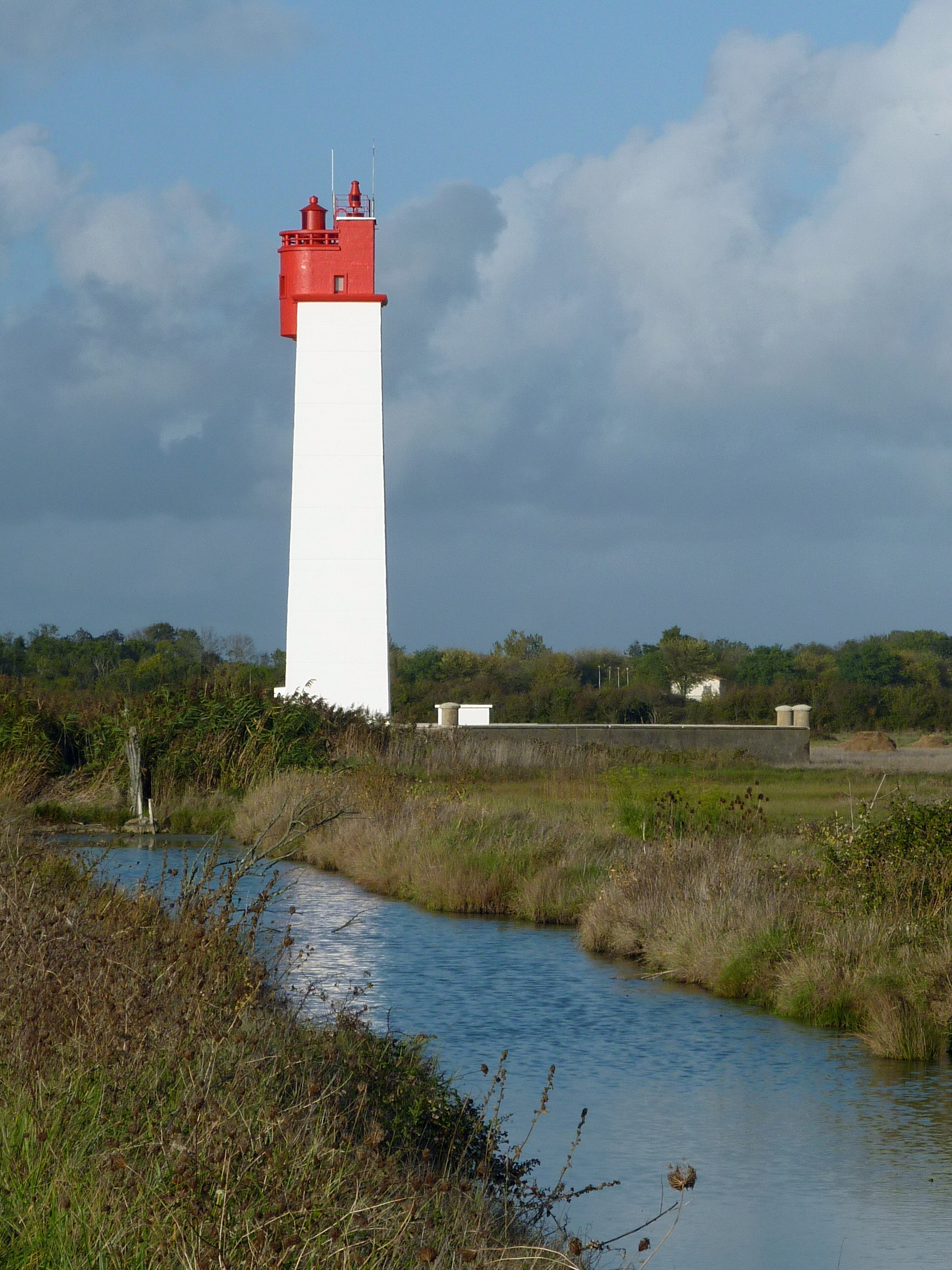
Le « Grand Phare » dans le marais au sud de Soumard permettant l'accès de la Charente de nuit
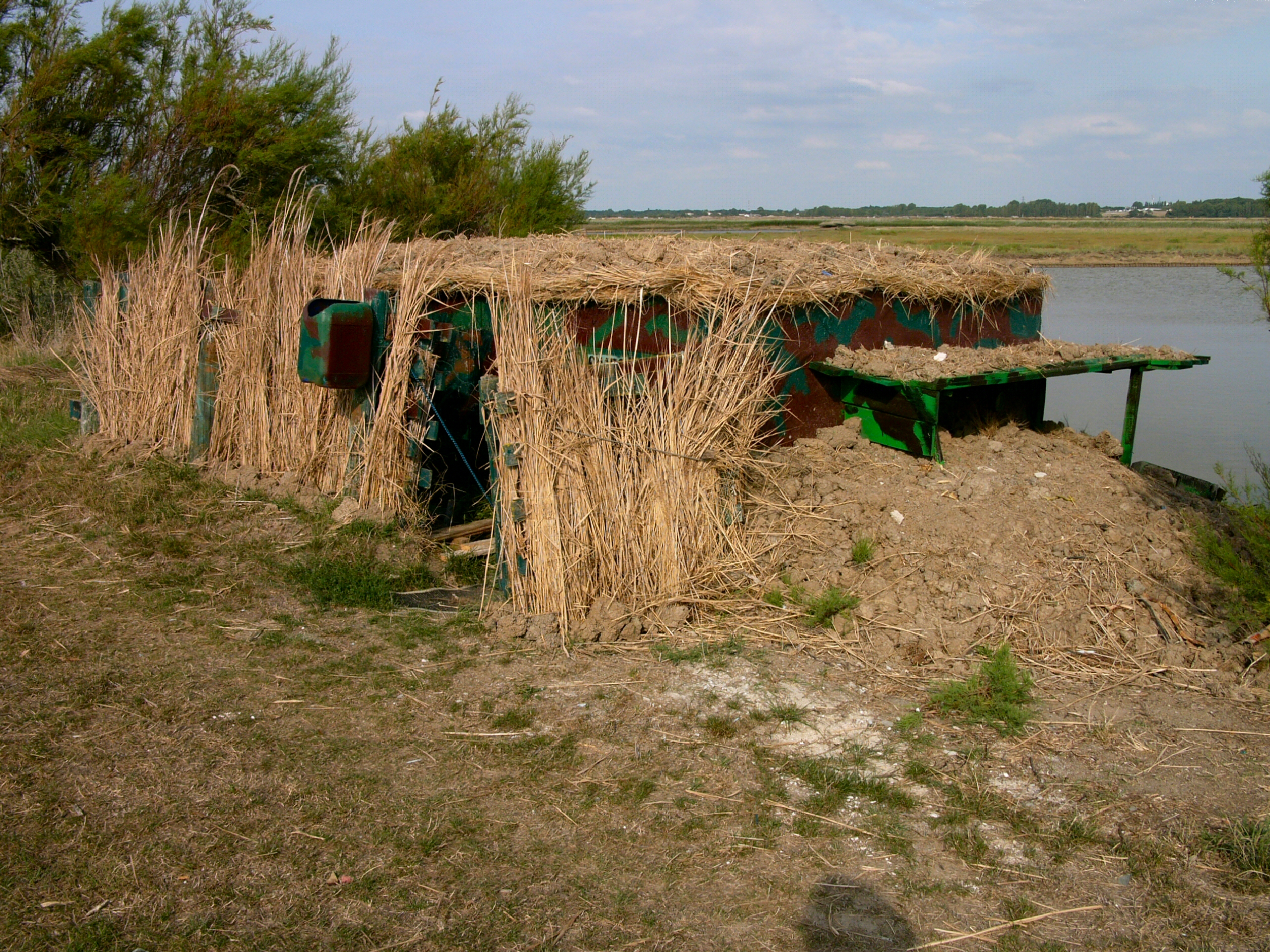
Tonne de chasse dans le marais à Saint-Laurent-de-la-Prée
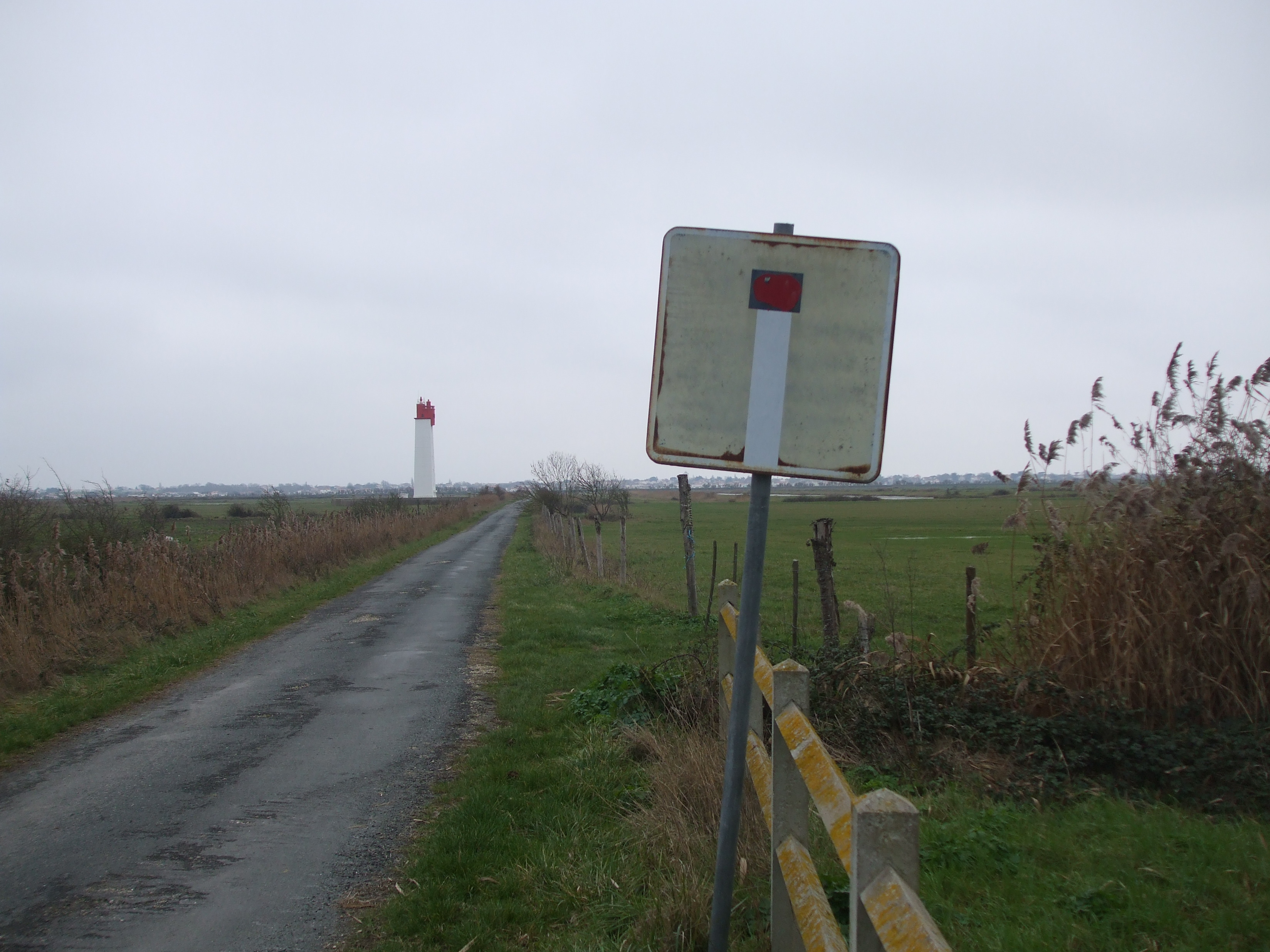
Route en Impasse vers l'estuaire de la Charente et le Grand phare, pour guider les bateaux entrant dans La Charente